# Oxystegus cuspidatus
Oxystegus cuspidatus är en bladmossart som först beskrevs av Doz. et Molk., och fick sitt nu gällande namn av Chen. Oxystegus cuspidatus ingår i släktet Oxystegus och familjen Pottiaceae. Inga underarter finns listade i Catalogue of Life.